# 安杰拉·沃克
安杰拉·沃克（英語：Angela Walker，1967年3月19日—），新西兰女子艺术体操运动员。她曾代表新西兰参加1990年英联邦运动会体操比赛，获得一枚金牌和三枚铜牌。她也曾参加1988年夏季奥运会。